# 칸초네
칸초네(이탈리아어: canzone)는 노래를 가리키는 이탈리아어 단어이다. 좁게는 이탈리아의 가요를 가리킨다. '샹송'이 노래를 뜻하는 프랑스어지만 프랑스어권에서 불리는 특정 양식의 음악을 가리키는 것과 일맥상통한다. 이탈리아는 경음악의 분야에선 기악은 그리 발달하지 않았고, 노래가 그 대부분을 차지하고 있다. 경음악으로 된 노래, 즉 대중가요를 보통 칸초네라고 하며 정확하게는 칸초네 파폴라레라 한다. 칸초네는 프랑스에서의 샹송과 같은 위치를 차지하지만, 이탈리아의 뜨거운 태양이 길러낸 듯한 활달하고 솔직한 밝음이 있다. 중음악 또한 발달해있다.

## 변천
어느 나라나 마찬가지지만 파퓰러송에는 옛날에 이른바 민요라고 하던 노래가 있다. 칸초네의 경우는 그 민요의 시대부터 인위적인 요소가 매우 큰 것이 특징인데, 이것은 칸초네 페스티벌이라고 하는 경연대회와 같은 축제가 역사를 크게 지배하고 있는 것을 보면 알 수 있다. 나폴리의 피에디그롯타 축제에서 거행된 가요제가 이 페스티벌의 시초이며, 여기서 나온 칸초네는 대부분이 오늘날에도 애창되고 있는 <오, 나의 태양>이나 <5월의 밤> 같은 명곡이다. 제2차 세계대전 후 재빨리 시작된 것이 산 레모 페스티벌이라고 하는 칸초네 경연대회인데, 이 페스티벌은 현재에 이르기까지 계속되고 있어 수많은 아름다운 칸초네를 세상에 내놓았고 많은 가수를 유명하게 만들었다. 전쟁 후 한동안 잊혀졌던 감미로움과 우아함을 찾아 달콤하고 아름다운 멜론 전성시대가 계속되어, 당시의 칸초네는 온 세계에 침투해 갔다. 1960년에 이르러서 비로소 도메니코 모두뇨가 재래의 형태를 깨고 가사에 중점을 둔 내용이 깊은 작품으로 대중을 끌었다. 운베르토 빈디, 피노 도낫죠, 지노 파올리 등이 뒤따랐으며, 아보가드르인 칸초네가 젊은 층에게 환영받기에 이르렀다. 로큰롤도 세계적 유행과 더불어 젊은 측의 맹렬한 인기를 차지하여 칸초네의 한 스타일을 이루어 갔다. 현재로는 칸초네의 형태에 많은 갈래가 생겨, 한마디로 이것을 정리할 수는 없게 되었다. 당연한 귀결로서 어느 형태나 깊이 추구되어 노래로서 그 가치가 점점 높아지고 있다. 따라서 내용에 초점을 둔 칸초네 등은 상당히 어려워져서 파퓰러라고는 생각 안 되는 것조차 있으나, 한편 가락이 좋은 곡은 나름대로 더욱 즐거운 것이 되고 있다.

## 멜로디와 리듬
칸초네의 가치는 역시 멜로디에 있다. 아방가르드 작품이나 리듬 전성시의 칸초네에 멜로디를 무시한 것 같은 것이 있으나, 잘 음미해 보면 예외 없이 세련된 멜로디가 난무하고 있다. 이들은 어느 것이나 활달하고 인상적이며 친숙하기 쉬운 것이다. 리듬에서는 오랜 시대로부터 언제나 그 시대의 흐름을 받아들이고 있는 것이 특징이며, 콘티넨탈 탱고의 전성등학교 탱고가, 그리고 비긴이 유행했을 때는 비긴이 사용되고 있다. 시대의 유행에는 민감하나, 칸초네에는 자기 나라의 리듬이 없다. 그리고 그 리듬은 어느 것이나 얼마간 슬로우로 진행되고 있다. 위에 흐르는 활달한 멜로디를 돋보이게 하는 역할을 하고 있다.

## 이탈리아 사람과 칸초네
이탈리아는 민족적으로도 북쪽과 남쪽이 다소의 차이가 있다고 하며, 도시의 성격도 북부는 공업·문화의 중심이고, 남부는 관광지로 되어 있다. 오래된 칸초네는 나폴리를 중심으로 한 남부 이탈리아에서의 활약이 눈부시며, 관광지의 특질도 가미되어 구미에 당기는 매력적인 칸초네가 의식적으로 만들어져 온 것이다. 북부 이탈리아에도 물론 칸초네는 있었지만, 이것은 비교적 프랑스나 스위스 등 이웃 나라의 영향을 받아 남부 이탈리아의 것과 같은 매력이 부족한 것 같다. 제2차 세계대전 후에는 이 점에서 상당히 사정이 변하였다. 세계적인 파퓰러의 흐름은 유행에도 민감한 칸초네계를 크게 흔들어 놓게 되었다. 옛날부터 내려온 전통이나 향토색이 매력인 나폴리계 칸초네는 조금씩 젊은 세대로부터 멀어져, 현재는 산 레모 페스티벌을 중심으로 하는 새로운 스타일의 칸초네에 한걸음 양보하고 있다고 할 수밖에 없다. 이탈리아에서는 매일같이 어디선가 개최되고 있다는 각종의 칸초네 페스티벌도 어느 것이나 전쟁 후의 산물이므로, 대부분이 북부 이탈리아 도시에서 개최되고 있다. 현재도 활기를 띠고 있는 남부 이탈리아에서의 페스티벌은 전통이 있는 나폴리 페스티벌뿐인데, 세계적인 주목을 끌고 있다고는 하지만 이 행사도 악보 출판사가 대부분 북부 이탈리아로 이동했기 때문에 곤란을 초래한 듯 최근에는 아주 침체되어 버렸다.

## 같이 보기
- 샹송
- 슐라거